# Dudu Aouate
David Aouate (en hebreo: דודו אוואט‎; Nazaret Illit, 17 de octubre de 1977), más conocido como Dudu Aouate, es un exfutbolista israelí que cuenta también con pasaporte francés. Jugó como portero en el Real Racing Club de Santander, el R. C. Deportivo de La Coruña y el R. C. D. Mallorca, de la Primera División de España. Su primer equipo fue el Hapoel Nazareth Illit de Israel.

## Trayectoria
El Racing de Santander lo fichó en la temporada 2003/04, procedente del Maccabi Haifa, equipo con el que jugó 6 partidos de la UEFA Champions League y 1 de la Copa de la UEFA. En su primera temporada tan solo jugó cuatro partidos y encajó cinco goles,[cita requerida] empezó como suplente, y en las últimas jornadas sentó al portero del titular Ricardo.
En su segunda temporada, la 2004/05, ya cómo titular jugó 37 partidos y encajó 56 goles.[cita requerida] En su última temporada en el Racing, la 2005/06 jugó 37 partidos, en los que encajó 47 goles. El 8 de agosto, el Racing y el Deportivo hacen un trueque, y Dudu junto con el canterano Antonio Tomás pasa al Real Club Deportivo de La Coruña y Pedro Munitis al Racing de Santander.
Después de una temporada y media en el Real Club Deportivo de La Coruña, Dudu Aouate se vio relegado a la suplencia por Gustavo Munúa debido a su bajo rendimiento. Los problemas para Aouate no acabaron ahí, ya que su compañero Gustavo Munúa le agredió en la cara debido probablemente a las declaraciones de Aouate en las que dejaba entrever que no aceptaba su suplencia.
Ocupó el puesto de titular, coincidentemente el equipo realizó una espectacular recuperación en la Liga, que lo llevó de una manera fulgurante desde los puestos de descenso a posiciones europeas (séptimo en la jornada 34 después de la victoria ante el FC Barcelona por dos goles a cero en Riazor).
En 2009 se informó que recibía habitualmente insultos antisemitas cada vez que tocaba el balón.
Durante la temporada 2008/2009 fue apartado del equipo por Miguel Ángel Lotina.
En diciembre de 2008 firma con el RCD Mallorca en un traspaso de un millón de euros. Rápidamente se asienta en el conjunto balear y se hace con la titularidad en la portería.
Durante la temporada 2013/2014 fue apartado de la portería por José Luis Oltra y Lluís Carreras para darle titularidad al hasta entonces guardameta suplente Rubén Miño. A falta de tres jornadas y con el equipo al borde del descenso a Segunda B, Aouate recupera la titularidad de la portería para completar esas tres jornadas de forma espléndida y salvar a su equipo de la tragedia que supondría retroceder a Segunda B.

## Selección nacional
Dudu Aouate fue desde el año 2000 el arquero titular de la selección absoluta de Israel, ocupando dicho puesto hasta el año 2019.
Junto a Yossi Benayoun, Aouate es uno de los mejores y más importantes jugadores en la historia de Israel.[cita requerida]

## Vida personal
Dudu Aouate está casado desde 1998 con Hagit Aouate, matrimonio del cual han nacido dos niñas y un niño.

## Clubes
| Club                   | País   | Temporada   | Encuentros disputados | Goles encajados |
| ---------------------- | ------ | ----------- | --------------------- | --------------- |
| Maccabi Haifa          | Israel | 1996-1997   | ¿?                    | ¿?              |
| Maccabi Tel Aviv       | Israel | 1997-1998   | ¿?                    | ¿?              |
| Hapoel Haifa           | Israel | 1998-2001   | 112                   | ¿?              |
| Maccabi Haifa          | Israel | 2001-2003   | 69                    | ¿?              |
| Racing de Santander    | España | 2003-2006   | 80                    | 108             |
| Deportivo de La Coruña | España | 2006-2008   | 66                    | 78              |
| RCD Mallorca           | España | 2008 - 2014 | 172                   | 199             |